# ソフトハイフン
ソフトハイフン (soft hyphen) は、テキストデータで任意に使われる、単語内のハイフネーション（ハイフンを挿入して改行すること）の位置を指示するための書式文字である。
SHY(Soft HYphen) と略す。 discretionary hyphen（任意のハイフン）とも呼ばれる。

## ハイフネーション
英語など、アルファベットを分かち書きする言語では、ほとんどの場合、改行は語間（単語と単語の間）で行われる。ぎりぎりで行に入りきらなかった単語は次行に「ワードラップ」され、その分は語間のスペース幅を調整して行の長さを同じにする。
しかし、次行に送られる単語が長かった場合、その行だけ不自然に語間が広くなる。それを避けるため、単語を適切な音節境界でハイフネーションする。つまり、一部分だけ次行に送り、残った部分の最後にはハイフンを挿入し、語が次行に続くことを明示する。
単語の中でハイフネーションが許される音節境界の場所は、法則性はあるが、言語や意味に依存する。そのため、満足なハイフネーションを自動で行うには、大きな辞書や複雑な処理が必要になる。
ハイフネーションの位置を手動で任意に明示するために、ソフトハイフンが使われる。ハイフネーションが必要ない場合は、ソフトハイフンは表示結果に影響しない。

## ソフトハイフンの挙動

### 基本的な挙動
右上の囲みは、「hyphen（hy<SHY>phen）」という同じテキストデータを、異なる表示幅で表示した結果である。通常ではソフトハイフンは表示されないが、行幅が足りないと、ソフトハイフンの位置でハイフネーションされる。すなわち、ハイフンが表示され、その直後で改行される。
ソフトハイフンは、（ノンブレークハイフンのような）ハイフンの一種の図形文字ではない。ハイフネーションの位置を示すための、不可視の書式文字であり、表示されるハイフン、あるいは改行は、ソフトハイフンが表示されているのではない（ソフトハイフンなしで自動ハイフネーションされた場合にも、同じ結果となる）。また、音節境界を図示する図形文字 U+2027 hyphenation point「‧」とも異なる。
その下の囲みは、ソフトハイフンがない場合である。もしレンダラに高度な自動ハイフネーターがあれば、ソフトハイフンがある場合と同様にハイフネーションされるが、（通常のウェブブラウザのように）そうでなければハイフネーションはされない。自動ハイフネーションの結果と、ソフトハイフンによるハイフネーションの結果は、同じである。
ソフトハイフンがあっても、ハイフネーションは義務ではない。また、その場所以外でのハイフネーションを禁止もしない。

### 綴りの変化
いくつかの言語では、ハイフネーションすると綴りが変化する語がある。たとえばスウェーデン語では、tuggummi は tugg-<CR>gummi（gが1つ多い）とハイフネーションされる。
これにソフトハイフンを挿入するには、ハイフネーションされない語形に tugg<SHY>ummi と挿入する。これがハイフネーションされたときは綴りを変化させなければならないが、実装するレンダラは少ない。

## 符号位置
| 記号 | Unicode | JIS X 0213 | 文字参照            | 名称           |
| ---- | ------- | ---------- | ------------------- | -------------- |
|      | U+00AD  | -          | &shy; &#xAD; &#173; | ソフトハイフン |